# Єланлінська сільська рада
Єла́нлінська сільська рада (рос. Еланлинский сельский совет) — муніципальне утворення у складі Кігинського району Башкортостану, Росія. Адміністративний центр — село Єланліно.

## Населення
Населення — 1338 осіб (2019, 1534 в 2010, 1754 в 2002).

## Склад
До складу поселення входять такі населені пункти:
| Населений пункт      | Населення, осіб (2002) | Населення, осіб (2010) |
| -------------------- | ---------------------- | ---------------------- |
| Вакіярово, присілок  | 500                    | 445                    |
| Єланліно, село       | 893                    | 796                    |
| Кульметово, присілок | 361                    | 293                    |